# Премія «Греммі» за найкращий запис етнічної музики або традиційного фолку
Премія «Греммі» за найкращий запис етнічної музики або традиційного фолку (англ. Grammy Award for Best Ethnic or Traditional Folk Recording) — одна з номінацій музичної премії «Греммі», яку присуджувала Американська академія звукозапису з 1960 по 1986 роки. За час існування нагороди декілька разів змінювалась її назва:
- 1960—1961 — премія «Греммі» за найкраще виконання — фолк
- 1962—1967 — премія «Греммі» за найкращий запис фолку
- 1968—1970 — премія «Греммі» за найкраще виконання фолку
- 1971, 1973—1974 — премія «Греммі» за найкращий запис етнічної музики або традиційного фолку (включаючи традиційний блюз)
- 1972, 1975—1982 — премія «Греммі» за найкращий запис етнічної або народної музики
- 1983—1986 — премія «Греммі» за найкращий запис етнічної музики або традиційного фолку.

1987 року нагорода була розділена на дві нові категорії: «Найкращий альбом традиційного фолку» і «Найкращий альбом сучасного фолку».
Вперше, в цій категорії, нагороду присуджували на 2-й церемонії премії «Греммі». Перемогу здобув гурт The Kingston Trio з альбомом The Kingston Trio at Large. Найбільшу кількість перемог отримав Мадді Вотерс — 6 разів.

## Список лауреатів

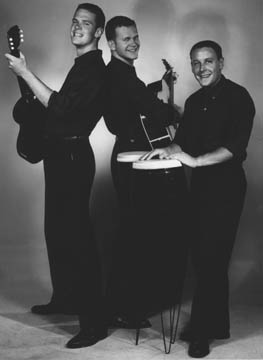
The Kingston Trio стали першими лауреатами премії

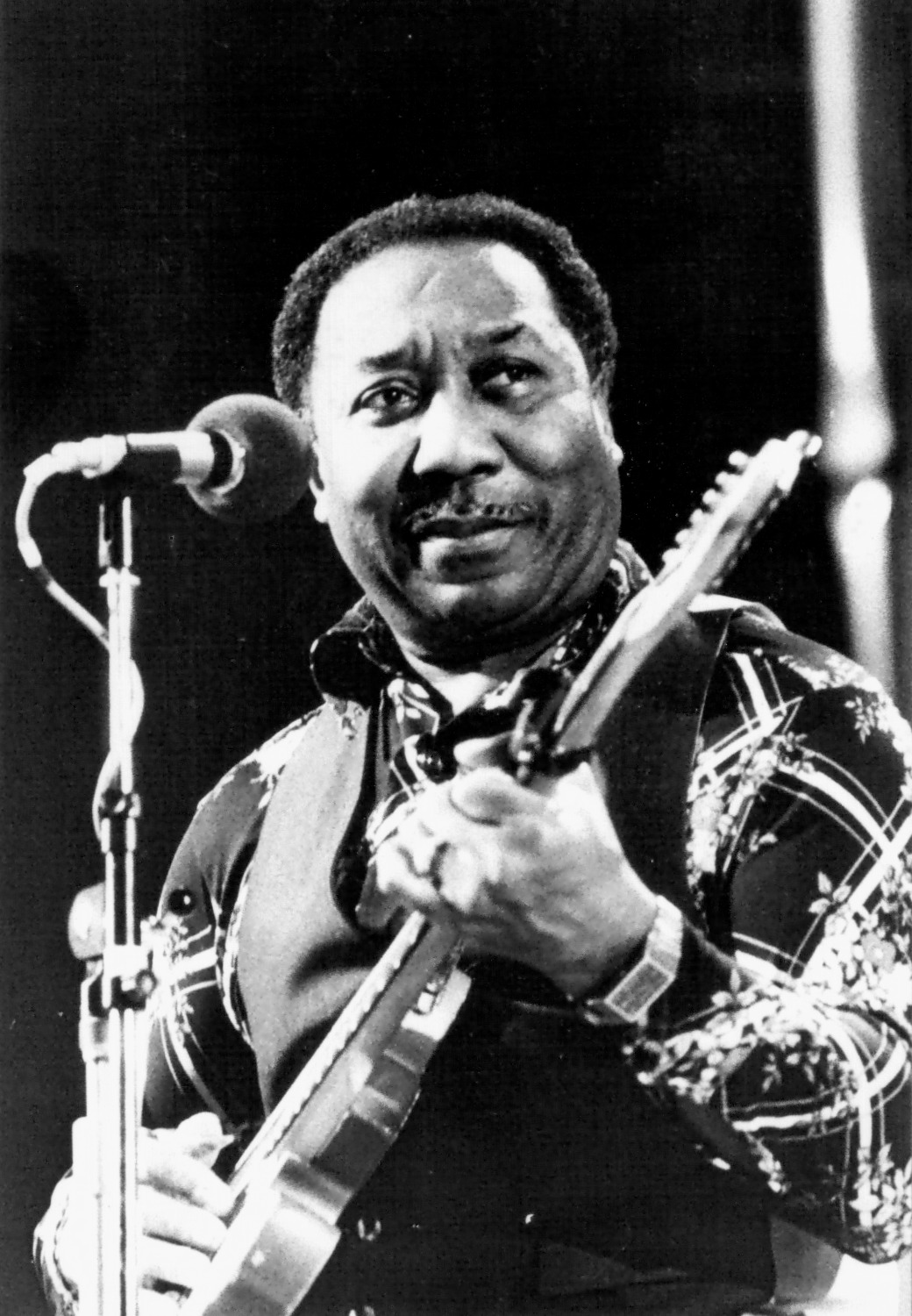
6-разовий лауреат Мадді Вотерс

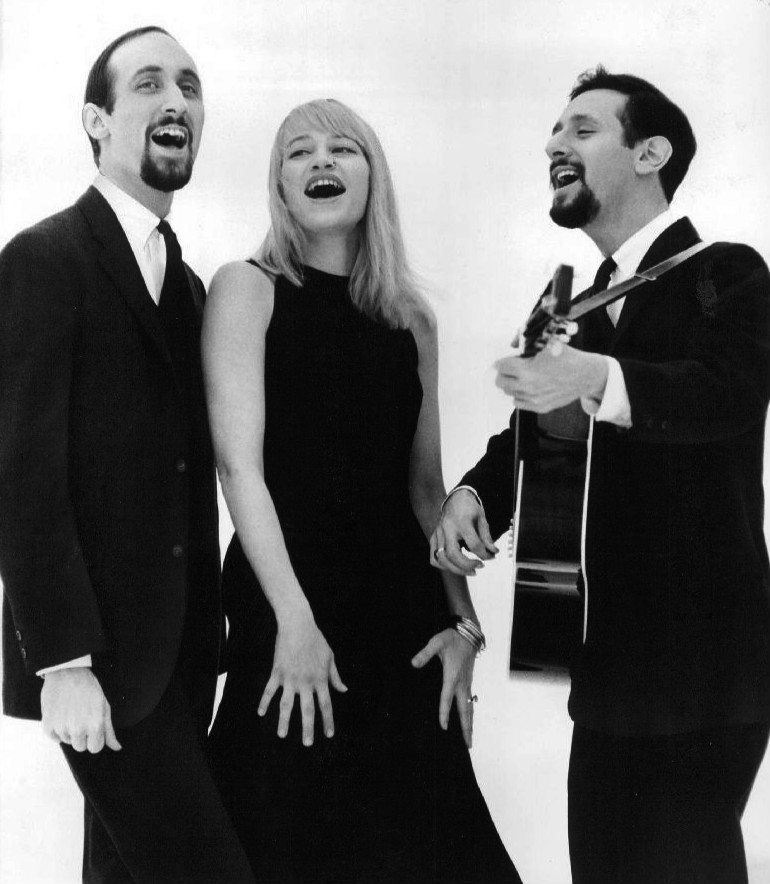
2-разовий лауреат Peter, Paul and Mary

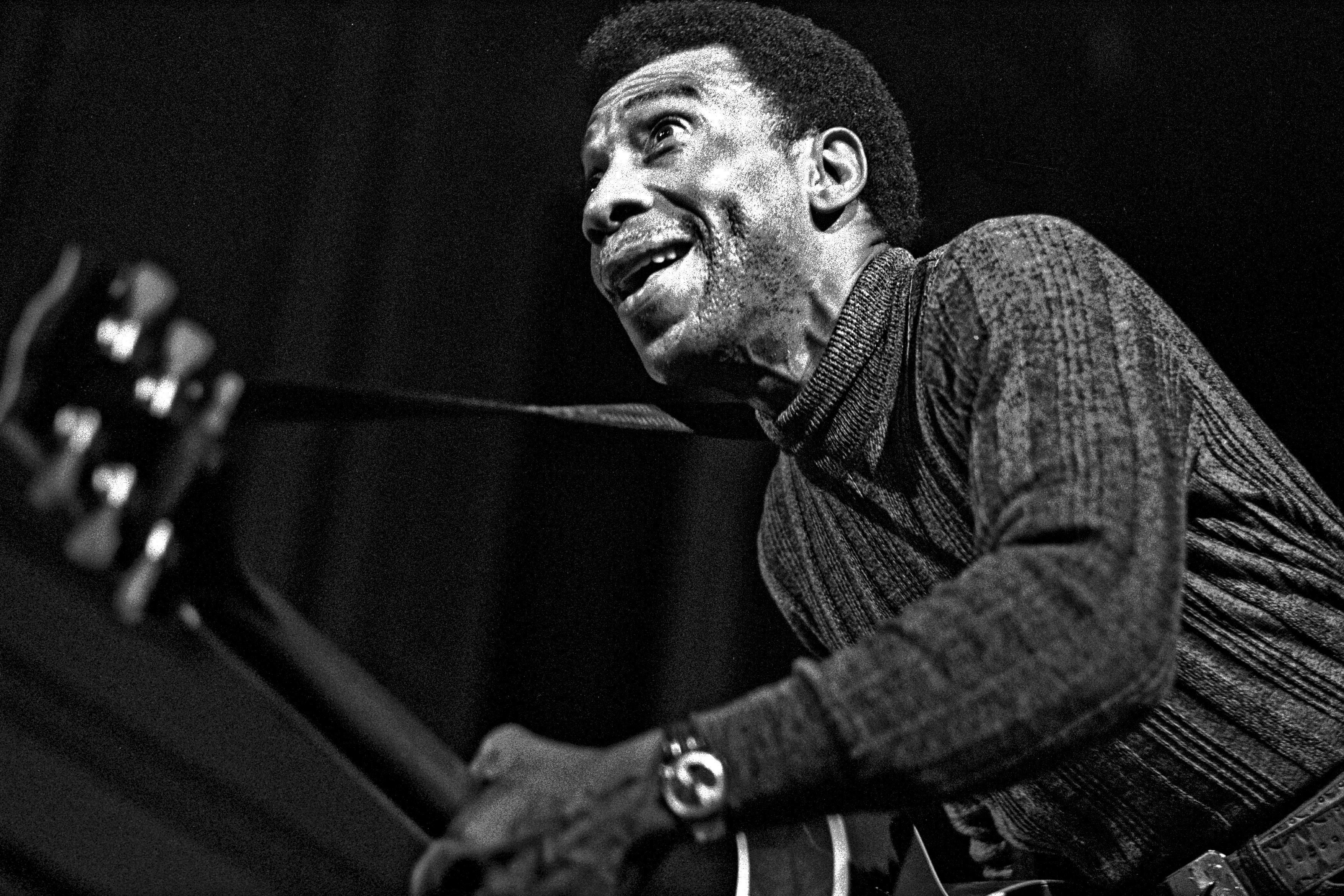
Ті-Боун Вокер — лауреат 1971 року

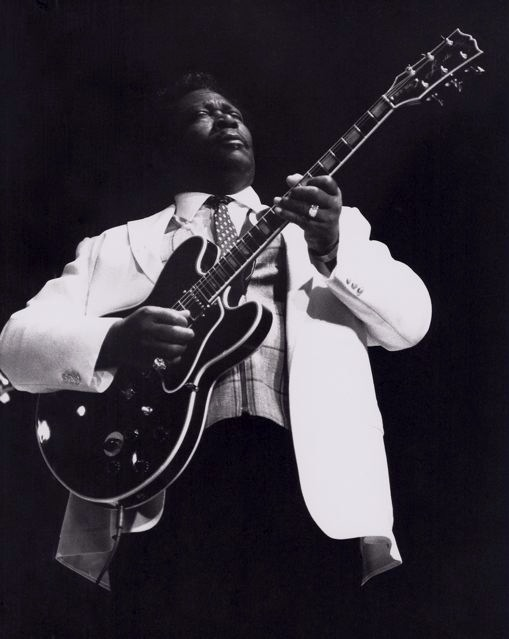
Б. Б. Кінг — лауреат 1982 року

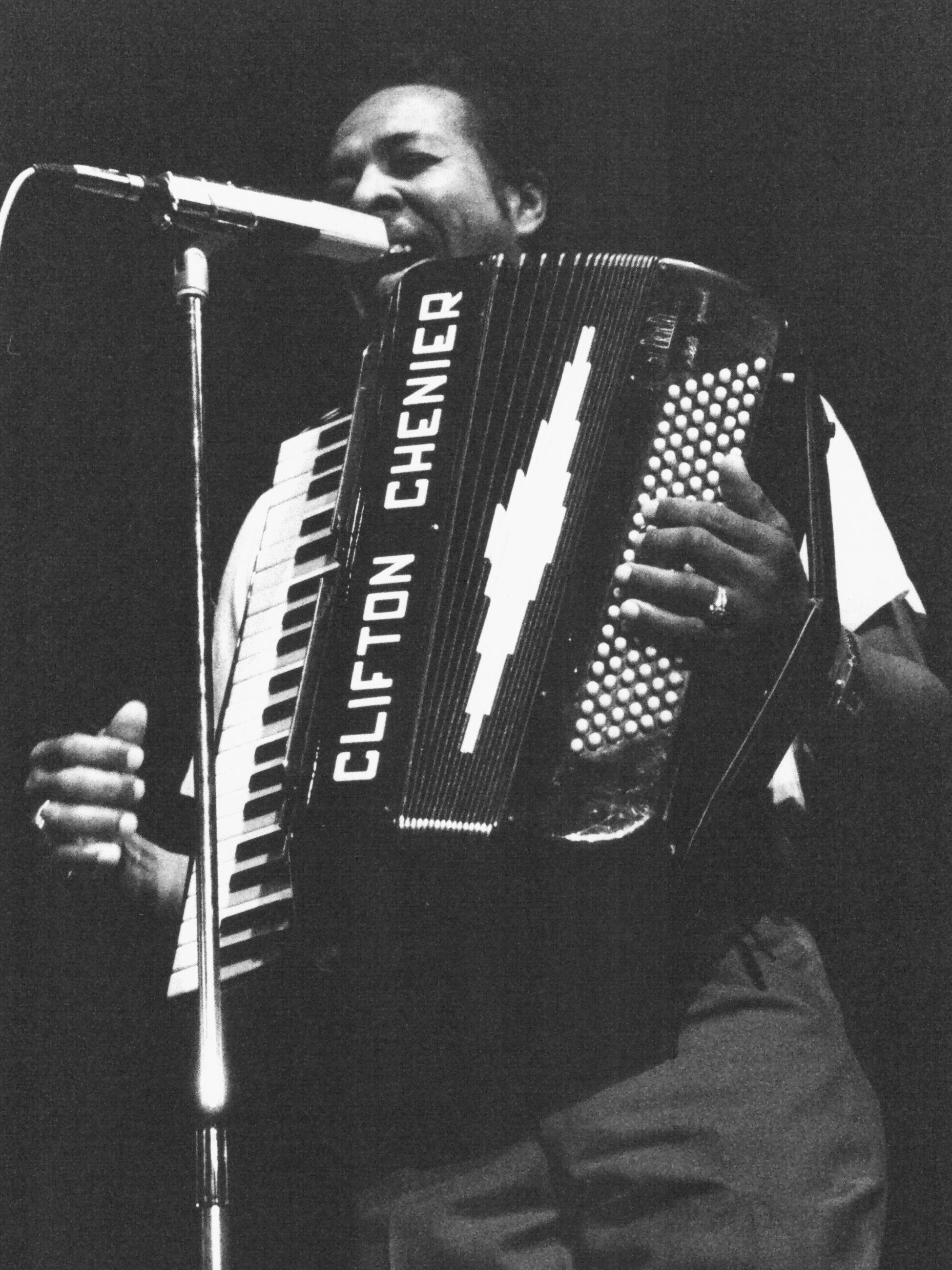
Кліфтон Шеньє — лауреат 1984 року

| Рік[I] | Переможець                                 | Альбом                                         | Номінанти | Пос.   |
| ------ | ------------------------------------------ | ---------------------------------------------- | --- | ------ |
| 1960   | The Kingston Trio                          | The Kingston Trio at Large                     | - Гаррі Белафонте — Belafonte at Carnegie Hall - Едді Арнольд — Tennessee Stud - The Ralph Hunter Choir — The Wild, Wild West - Джиммі Дріфтвуд — The Wilderness Road | [ 1 ]  |
| 1961   | Гаррі Белафонте                            | Swing Dat Hammer                               | - The Belafonte Folk Singers — Cheers: Drinking Songs Around the World - The Brothers Four — Greenfields - The Kingston Trio — Here We Go Again! - Міріам Макеба — Miriam Makeba | [ 2 ]  |
| 1962   | The Belafonte Folk Singers                 | The Belafonte Folk Singers… At Home and Abroad | - Біг Білл Брунзі — The Big Bill Broonzy Story - The Clancy Brothers і Тоні Мейкем — The Clancy Brothers and Tommy Makem - Алан Ломакс — Folk Songs of Britain Vol. 1 - The Limeliters — The Slightly Fabulous Limeliters | [ 3 ]  |
| 1963   | Peter, Paul and Mary                       | If I Had a Hammer                              | - Flatt and Scruggs — The Ballad of Jed Clampett - The Clancy Brothers і Тоні Мейкем — The Clancy Brothers and Tommy Makem - Боб Ділан — Bob Dylan - Джоан Баез — Joan Baez in Concert - Гаррі Белафонте — Midnight Special - The New Christy Minstrels — Presenting the New Christy Minstrels - The Kingston Trio — Something Special | [ 4 ]  |
| 1964   | Peter, Paul and Mary                       | Blowin' in the Wind                            | - The New Christy Minstrels — Green, Green - Джуді Коллінс — Judy Collins 3 - Одетта — Odetta Sings Folk Songs - Міріам Макеба — The World of Miriam Makeba | [ 5 ]  |
| 1965   | Гейл Гарнетт                               | We'll Sing in the Sunshine                     | - Гаррі Белафонте — Belafonte at The Greek Theatre - Peter, Paul and Mary — Peter, Paul and Mary in Concert - Вуді Гатрі — Woody Guthrie: Library of Congress Recordings - Боб Ділан — The Times They Are A-Changin' - The New Christy Minstrels — Today - Міріам Макеба — The Voice of Africa | [ 6 ]  |
| 1966   | Гаррі Белафонте і Міріам Макеба            | An Evening with Belafonte/Makeba               | - Роско Голкомб — The High Lonesome Sound - Міріам Макеба — Makeba Sings! - Peter, Paul and Mary — A Song Will Rise - Піт Сіґер — Strangers and Cousins - Джоан Баез — There but for Fortune - The Womenfolk — The Womenfolk Live at the Hungry I | [ 7 ]  |
| 1967   | Кортелія Кларк                             | Blues in the Street                            | - Піт Сіґер — God Bless the Grass - Ледбеллі — Lead Belly - Олівер Сміт — Oliver Smith - Мімі та Річард Фарінья — Reflections in a Crystal Wind - The Mitchell Trio — Violets of Dawn | [ 8 ]  |
| 1968   | Джон Гартфорд                              | Gentle on My Mind                              | - Peter, Paul and Mary — Album 1700 - Арло Гатрі — Alice's Restaurant - Джуді Коллінс — In My Life - Дженіс Ієн — Janis Ian - Піт Сіґер — Waist Deep in the Big Muddy | [ 9 ]  |
| 1969   | Джуді Коллінс                              | Both Sides Now                                 | - Ґордон Лайтфут — Did She Mention My Name? - The Incredible String Band — The Hangman's Beautiful Daughter - Боб Ділан — John Wesley Harding - Peter, Paul and Mary — Late Again - The Irish Rovers — The Unicorn | [ 10 ] |
| 1970   | Джоні Мітчелл                              | Clouds                                         | - Джоан Баез — Any Day Now - Донован — Donovan - Джуді Коллінс — Bird on the Wire - Peter, Paul and Mary — Day Is Done - Піт Сіґер — Young vs. Old | [ 11 ] |
| 1971   | Ті-Боун Вокер                              | Good Feelin'                                   | - Девід Льюїсон — Black Music of South America - Бйор Стабі і Оле Гьорт — Folk Fiddling From Sweden - Міссісіпі Фред Макдауелл — I Do Not Play No Rock'n'Roll - Мадді Вотерс — Sail On - Алі Акбар Хан і Шанха Гош — Shree Rag | [ 12 ] |
| 1972   | Мадді Вотерс                               | They Call Me Muddy Waters                      | - Куйко Мацуо — 18th Century Traditional Music of Japan - Esso Trinidad Steel Band — The Esso Trinidad Steel Band - Javanese Players — Javanese Court Gamelan - Хаулін Вульф — Message to the Young - Міссісіпі Фред Макдауелл — Mississippi Fred McDowell - Ті-Боун Вокер — Stormy Monday Blues | [ 13 ] |
| 1973   | Мадді Вотерс                               | The London Muddy Waters Sessions               | - Різні артисти — Blues Piano Orgy - Лайтнін Гопкінс — Lightnin' Strikes - Джон Лі Гукер — Live at Soledad Prison - Отіс Спенн — Walking the Blues | [ 14 ] |
| 1974   | Док Вотсон                                 | Then and Now                                   | - Мадді Вотерс — Can't Get No Grindin' - Джон Лі Гукер — John Lee Hooker's Detroit - Кінг Кертіс і Чемпіон Джек Дюпрі — King Curtis & Champion Jack Dupree: Blues at Montreux - Ледбеллі — Lead Belly: Live in Concert | [ 15 ] |
| 1975   | Док Вотсон і Мерл Вотсон                   | Two Days in November                           | - Букка Вайт — Big Daddy - Хаулін Вульф — The Back Door Wolf - Віллі Діксон — Catalyst - Мадді Вотерс і Хаулін Вульф — London Revisited | [ 16 ] |
| 1976   | Мадді Вотерс                               | The Muddy Waters Woodstock Album               | - Коко Тейлор — I Got What It Takes - Мемфіс Слім — Memphis Blues - The San Lucas Band — Music of Guatemala - Брюс Джексон — Wake Up Dead Man | [ 17 ] |
| 1977   | Джон Гартфорд                              | Mark Twang                                     | - Shotts and Dykehead Caledonia Pipe Band — Bagpipe Marches and Music of Scotland - Хаунд-Дог Тейлор — Beware of the Dog! - Майкл Блумфілд — If You Love These Blues, Play 'Em As You Please - Ден Джордж, Арлін Нофчіссі Вільямс і Рік Бруссо — Proud Earth | [ 18 ] |
| 1978   | Мадді Вотерс                               | Hard Again                                     | - Джуніор Веллс — Blues Hit Big Town - Отіс Раш — Right Place, Wrong Time - Біг Джо Тернер — The Things That I Used to Do - Віллі Діксон — What Happened to My Blues | [ 19 ] |
| 1979   | Мадді Вотерс                               | I'm Ready                                      | - Різні артисти — Chicago Blues at Home - Кліфтон Шеньє — Clifton Chenier and His Red Hot Louisiana Band in New Orleans - Фентон Робінсон — I Hear Some Blues Downstairs - Мемфіс Слім і His House Rockers за уч. Метта «Гітар» Мерфі — U.S.A. | [ 20 ] |
| 1980   | Мадді Вотерс                               | Muddy «Mississippi» Waters Live                | - The Chieftains — The Chieftains 7 - Альберт Коллінс — Ice Pickin' - Анкл Дейв Мейкон — Laugh Your Blues Away - Едді Шоу and the Wolf Gang і Лефт-Хенд Френк and His Blues Band — Living Chicago Blues, Vol. 1 - Lonnie Brooks Blues Band, Пайнтоп Перкінс і Sons of Blues — Living Chicago Blues, Vol. 3 - John Edwards Memorial Foundation — New England Traditional Fiddling - Різні артисти — New Orleans Jazz & Heritage Festival - Отіс Раш — So Many Roads | [ 21 ] |
| 1981   | Різні артисти                              | Rare Blues                                     | - Різні артисти — Atlanta Blues: '33 - The Chieftains — The Chieftains 9: Boil the Breakfast Early - Едді «Клінгед» Вінсон — Kidney Stew Is Fine - Квін Айда — Queen Ida & the Bon Temps Zydeco Band In New Orleans | [ 22 ] |
| 1982   | Б. Б. Кінг                                 | There Must Be a Better World Somewhere         | - Різні артисти — Blues Deluxe - Коко Тейлор — From the Heart of a Woman - Альберт Коллінс — Frozen Alive! - Різні артисти — Living Chicago Blues, Vol. 4 | [ 23 ] |
| 1983   | Квін Айда                                  | Queen Ida & The Bon Temps Zydeco Band On Tour  | - The Boys of the Lough — In the Tradition - Гурт Джона Ренбурна — Live in America - The Klezmorim — Metropolis - Різні артисти — Reggae Sunsplash '81: A Tribute to Bob Marley - Різні артисти — Tennessee: Folk Heritage — The Mountain | [ 24 ] |
| 1984   | Кліфтон Шеньє і His Red Hot Louisiana Band | I'm Here                                       | - The Chieftains — The Grey Fox - Алі Акбар Хан і Раві Шанкар — Raga Mishra Piloo - Алан Стівелл — Renaissance of the Celtic Harp - Кінг Санні Аде — Synchro System | [ 25 ] |
| 1985   | Елізабет Коттен                            | Elizabeth Cotten Live!                         | - Баквід Зайдеко — 100 % Fortified Zydeco - Рокін Допсі — Good Rockin' - Квін Айда — On A Saturday Night - The Boys of the Lough — Open Road | [ 26 ] |
| 1986   | Рокін Сідні                                | My Toot-Toot                                   | - Кліфтон Шеньє — Live at the San Francisco Blues Festival - Дьюї Балфа — Souvenirs - Баквід Зайдеко — Turning Point - BeauSoleil — Zydeco Gris Gris | [ 27 ] |

- ↑  Посилання на церемонію «Греммі», що пройшла в цьому році.